# هارپر فری (آیووا)
هارپر فری (به انگلیسی: Harpers Ferry) شهری در ایالت آیووا کشور ایالات متحده آمریکا است که جمعیت آن در سرشماری سال ۲۰۱۰ میلادی، ۳۲۸ نفر بوده‌است.